# South Thomaston
South Thomaston – miasto w Stanach Zjednoczonych, w stanie Maine, w hrabstwie Knox.